# الحراك النسائي في الولايات المتحدة (2017)
الحَراك النِّسائي 2017 كانَ يوم 21 يناير عام 2017 احتجاجًا عالميًا للدَّعوة إلى إقرار تشريعات وسياسات مُتَعلِقة بحقوق الإنسان وغيرها من القضايا، ومنها حقوق المرأة، وإصلاحات قوانين الهِجرة، وإصلاح نظام الرِّعاية الصِّحية، وحقوق الإنجاب، والبيئة الطبيعية، وحقوق المثليين، والمساواة العرقية، وحرية الدين، وحقوق العمال. استَهدفت مُعظم المَسيرات دونالد ترامب، بعدَ تنصيبه مباشَرةً رئيسًا للولايات المتحدة، ويَرجع ذلك إلى التَّصريحات التي أدلى بها والمواقف التي اتّخذها والتي اعتَبَرها الكثيرونَ كُرهًا للنساء وغير ذلك من الهَجَمات. كانَت أكبَر الاحتجاجات في يوم واحد في تاريخ الولايات المتحدة.
كانَ الاحتِجاج المُخطط الأول في واشنطن، ويعرف باسم مسيرة النساء في واشنطن. ووفقًا لِلمنظمين كانَت تَعني «رسالة جَريئة إلى إدارَتنا الجَديدة في أول يوم لها في مَنصبها، وإلى العالم بأن حقوق المرأة هي حقوق الإنسان». وتَمَّ بَثها مُباشرةً عَلى اليوتيوب والفيس بوك وتويتر.
اجتَذَبت مسيرة واشنطن بين 440,000 و500,000 شخص. وشارك ما بين 3,267,134 حتى 5,246,670 شخص في مسيرة المرأة في الولايات المتحدة. في مجموعها، قُدِّرت المُشاركة العالَمية بأكثر من خَمسة ملايين. تَم الإبلاغ عن ما لا يقل عن 408 مَسيرة في الولايات المتحدة و168 مسيرة في 81 دولة أخرى. بَعد المَسيرات، ذَكر المَسؤولون الذين نظّموها أنَّ 673 مَسيرة جَرت في جَميع أنحاء العالَم في جميع القارات السبع، بما في ذلك 29 مسيرة في كندا، و20 مَسيرة في المكسيك، وواحدة في أنتاركتيكا. في واشنطن وحدها، كانَت المَسيرة أكبر مظاهرة سياسية منذ الاحتجاجات ضدَّ حرب فيتنام في الستينيات والسبعينيات. كانَت حُشود مَسيرة النساء مُسالِمة، ولَم تقوم السلطات بأي اعتقالات في واشنطن، وشيكاغو، ولوس أنجلوس، ومدينة نيويورك، وسياتل، حيث يُقدر عَدد المُشاركين في المَسيرة بِمليوني شَخص.
بَعد المَسيرة، قامَ مُنظمو مَسيرة النساء في واشنطن بِنشر حَملة «10 إجراءات لأول 100 يوم» مِن أجل النَّشاط المُشترك لِلحفاظ عَلى الزَّخم مِنَ المَسيرة.
اتُّهِمَت المسيرة، بعد حين، بمعاداة السامية، ورهاب التحول الجنسي، ورهاب المثلية، وانتُقص مِنها بعد دفاع القادة عن الناشِط الأمريكي لويس فرخان محمد، الذي أدلى بِتصريحات معادية لليهود والمثليين جنسيًّا. اختلف آخرون مع هذا بقولهم أن إسهامات لويس فرخان محمد هي لأسباب سَوداء تَفوق وُجهات نظرهِ المُتعصبة تُجاه مَجموعات الأقليّة الأصغر.

## خَلفية

### المنظمون
في 9 نوفمبر 2016 أي اليوم التالي لانتخاب دونالد ترامب رئيسًا للولايات المتحدة، جاءت المسيرات كرَد فِعل على حَملة ترامب الانتخابية والآراء السياسية، وهَزيمته لِلمُرشحة الانتِخابية هيلاري كلينتون، حيث أنشأت تيريزا شوك من هاواي مُناسبة على الفيسبوك ودعت الأصدقاء إلى مسيرة واشنطن احتجاجًا بذلك. أنشأت إيفي هارمون صفحات مماثلة على الفيسبوك، كذلك فونتين بيرسون، وبوب بولاند (مصمم أزياء في نيويورك)، وبريان بوتلر، وغيرهم وسرعان ما أدت إلى تسجيل آلاف النساء في المَسيرة. قررت إيفي هارمون وفونتين بيرسون وبريان بوتلر تَوحيد جُهودهم ودَمج صَفحاتهم، وابتداء مَسيرة النِّساء الرَّسمية في واشنطن. ولِضمان سَير المَسيرة مِن قِبل نِساء من أعراق وخلفيات مختلفة، عملت فانيسا خوبل الشريكة في تأسيسها، والرئيسة المشاركة أوكايافريكا، كرئيسة لعمليات الحملة وجلبت تاميكا مالوري وكارمن بيرز وليندا صرصور للخدمة كرؤساء مُشاركين وَطنيّين إلى جانب بوب بلاند. وشغلت ملكة جمال نيو جيرسي/الولايات المتحدة الأمريكية، جانايي أنجرام، منصب رئيس قسم النقل والإمداد. عَملت المُخرجة باولا مندوزا كمديرة فنّية ومنظم وطني.
زَعم المُنظمون أنَّهم «لا يَستَهدفون ترامب على وجه التَّحديد» وأنّ الحَدَث كانَ «أكثرَ استنباطًا بِشأن حقوق المرأة». ووَصفته ليندا بأنه «مَوقف بِشأن العدالة الاجتماعية وقضايا حقوق الإنسان التي تتراوح بين العرق والجنس والدين والهجرة والرعاية الصحية». ومَع ذلك، فإن مُعارضة ترامب وتَحديها شملت الاحتجاجات، والتي كانت تُسمى أحيانًا بِشكل مُباشر الاحتجاجات ضد ترامب.
أقامَت جمعية تنظيم الأسرة الأمريكية شَراكة مَع المسيرة مِن خلال تَزويد المُوظفين وتَقديم المَعارف المُتعلقة بالتّخطيط لِحدث واسع النطاق. وأكدت رَئيسة التَّنظيم سيسيل ريتشارد أن المَسيرة «ستبعث بِرسالة قَوية إلى الإدارة القادِمة بأن الملايين مِن الناس في جَميع أنحاء هذا البلد مُستعدون لِمكافحة الهَجَمات على الرِّعاية الصحية الانجابية وخدمات الإجهاض والوُصول إلى مُنظمة الأبوة المُخطِطة، التي تأمل في المُستقبل أن يَكون هُناك العَديد مِن المُتظاهرين الذين سَوف يَحشدون في الدفاع، عندما يحاول ترامب والجمهوريون في الكونغرس محاولاتهم تجريد المُنظمة مِن مَلايين التمويل الفيدرالي». وشددت المُديرة التَنظيمية الوَطنية على أهمية مُواصلة العَمل على المُستوى المحلي والاستمرار في نَشاطها بَعد الحَدَث.

### القادة الوطنيون المشاركون
جَلبت المُؤسِسَة المُشاركة فانيسا سكوبل عددًا من المشاركين منهم: تاميكا مالوريوكارمن بيريز وليندا صرصور وذلك لِلعمل كرؤساء مُشاركين جنبًا إلى جنب مع بوب بلاند. الرؤساء المشاركون الأربعة، هم ليندا صرصور؛ المدير التنفيذي للرابطة العربية الأمريكية في نيويورك وتاميكا مالوري؛ المنظم السياسي والمُدير التنفيذي السابق لشبكة العمل الوطنية. وكارمن بيريز؛ المُدير التنفيذي لِمجموعة العَمل السياسي التجمع من أجل العدالة. وبوب بلاند مُصمم الأزياء الذي يُركز عَلى التصنيع الأخلاقي. عَمِلت كُل مِن غلوريا ستاينم، وهاري بيلافونت، ولادونا هاريس، وأنجيلا ديفيس، ودولوريس هويرتا كرؤساء شَرف فَخورين.

### دولي
سَبَع نِساء نَسقن مَسيرات خارج الولايات المتحدة الأمريكية وهنَّ: بريت أغنيس سفيرى، أوسلو/النرويج؛ وماريسا ماك تايسني، تورنتو/ كندا؛ وكارين أولسون، جنيف/سويسرا؛ وكيري هاغرتي، لندن/المملكة المتحدة؛ وريبيكا تيرنبو، سيدني/أستراليا؛ وبراون بتلر وإيففي هارمون في الولايات المتحدة. نَظمت النِّساء المَسيرات الدَّولية عَبر وسائل التواصل الاجتماعي وعقدن اجتماعات أسبوعية على سكايب لوضع الاستراتيجيات المناسبة.

### منصة السياسة
في 12 يناير، أصدَر مُنظمو المَسيرة مَنصة سِياسية تَتَناول الحقوق الإنجابية، وإصلاح الهجرة، وإصلاح الرعاية الصحية، والتمييز الديني (خاصّة ضد المسلمين الأمريكيين)،حقوق المثليين، والجنس، والتمييز العنصري، وحقوق العمال، وقضايا أخرى.(في إشارة إلى مقترحات ترامب لجدار الحدود) أصبحت بناء الجسور، وليس الجدران شعبية في جميع أنحاء العالم بعد خطاب تنصيب ترامب، وهي المناسبة الشائعة طوال المسيرة.
كما تَناول المُنظمون القَضايا البيئية: «نَعتقد أنّ لِكُل شَخص وكُل مُجتمع في أمتنا الحَق في تَنظيف المياه، وتَنظيف الهواء، والوُصول إلى الأراضي العامة والتمتع بها. ونعتقد أنه يَجب حماية بيئتنا ومُناخنا وأن أرضنا ومَواردنا الطبيعية لا يُمكن استغلالها لِتحقيق مَكاسب أو جَشع للشركات -لا سيما- في خطر السلامة والصحة العامة».

## التحضيرات والتخطيط

### أصل التّسمية
أعاد روبيل تسمية الحدث الذي كان قد تم وَصفه في الأصل باسم مَسيرة النِّساء بَعد مسيرة واشنطن للوظائف والحرية، في التجمع التاريخي للحُقوق المَدنية في ناشونال مول قام مارتن لوثر كينغ الابن بإلقاء خطابه المَشهور عندي حلم. كما أشاد التَّجمع بمسيرة مليون امرأة عام 1997 في فيلادلفيا، حيث يقال أن مئات الآلاف من النساء الأميركيات من أصل أفريقي قد شارَكن فيها.

### التخطيط
بسبب جَدولة النِّزاعات في نصب لنكولن التذكاري، تم تأمين تَصريح في 9 ديسمبر لبدء المسيرة في شارع الاستقلال في الرُّكن الجنوبي الغربي من مَبنى الكابيتول والاستمرار على طول ناشونال مول.
بحلول 20 يناير 2017، كان هناك 222,000 شخصًا قد قاموا بجلسة RSVP في طريقهم إلى مسيرة واشنطن، وأشار 251,000 شخصًا إلى الفائدة. في 16 يناير 2017، ذكرت فوكس نيوز أن السلطات كانت تَتَوقع حشدًا من 500,000 شخص تقريبًا، وتمت مراجعة تَصريح المَسيرة الصادر من إدارة المتنزهات الوطنية من رئيس دائرة الأمن الداخلي في DC إلى نصف مليون شخص - أكثر بكثير من الحضور المُقدر لحفل تنصيب الرئيس دونالد ترامب في اليوم السابق.

### شراكات
في أواخر ديسمبر، أعلن المنظمون أن أكثر من 100 مُنظمة ستقدم المُساعدة خلال المسيرة وتدعم الحدث عبر منصات وسائل الإعلام الاجتماعية. بحلول 18 يناير، تم إدراج أكثر من 400 منظمة كـ«شركاء» على الموقع الرسمي لشهر مارس.
جمعية تنظيم الأسرة الأمريكية(التي تلقت تمويلًا فدراليًا منذ عام 1970، عندما وقع الرئيس ريتشارد نيكسون قانون خدمات تنظيم الأسرة والبحوث السكانية) ومجلس الدفاع عن الموارد الطبيعية، تم إدراجهما بوصفهما الشريكين الرئيسيين. ومن المنظمات الأخرى المدرجة كشركاء:AFL-CIO، ومنظمة العفو الدولية USA، وأمهات الحركة، والمركز الوطني لحقوق المثليين جنسيًّا، والمنظمة الوطنية للنساء، وMoveOn.org، وهيومن رايتس ووتش، وCode Pink ،NAACP، والجمعية الوطنية للنهوض بالملونين، وقائمة إميلي، وأوكسفام، وغرينبيس الولايات المتحدة الأمريكية، ورابطة الناخبات.

#### خلافات الشراكة
في 13 يناير، مُنح منظمو التظاهرات مركز الشراكة النسائية لمكافحة الإجهاض في المجموعة النسوية الجديدة. ولكن بعد نشر دور المنظمة في مجلة ذا أتلانتيك، تمت إزالته من صفحة الشركاء على موقع المَسيرة. أما المجموعات الأخرى المناهضة للإجهاض والتي تَم مَنحها وَضع الشراكة، بما في ذلك آبي جونسون آنذاك وستانتون للرعاية الصحية، فلم يتم إدراجها بعد ذلك كشركاء أيضًا. ما زالت الموجات النسائية الجديدة تشارك في المسيرة الرسمية، إلى جانب مجموعات أخرى مناهضة للإجهاض مثل ATTWN من أجل الحياة الأمريكية، ومجلة المسائل الحياتية.

### اهتمام واسع النطاق

#### النشطاء وغيرهم من قادة الفكر
قالت ناعومي كلاين في حديثها في 20 يناير: «مِنَ المُهم أن دونالد ترامب يتابع برامج العنف ضد المرأة». وقالت أنها تعتقد أنه من المهم أن يبرهن الناس على قلقهم من الإدارة الجديدة لتشويه سمعة النساء. وأضافت أن النساء اللواتي نظمن المسيرة كان من ضمنهن عددٌ كبيرٌ من النساء المُلونات.

## مُشاركة

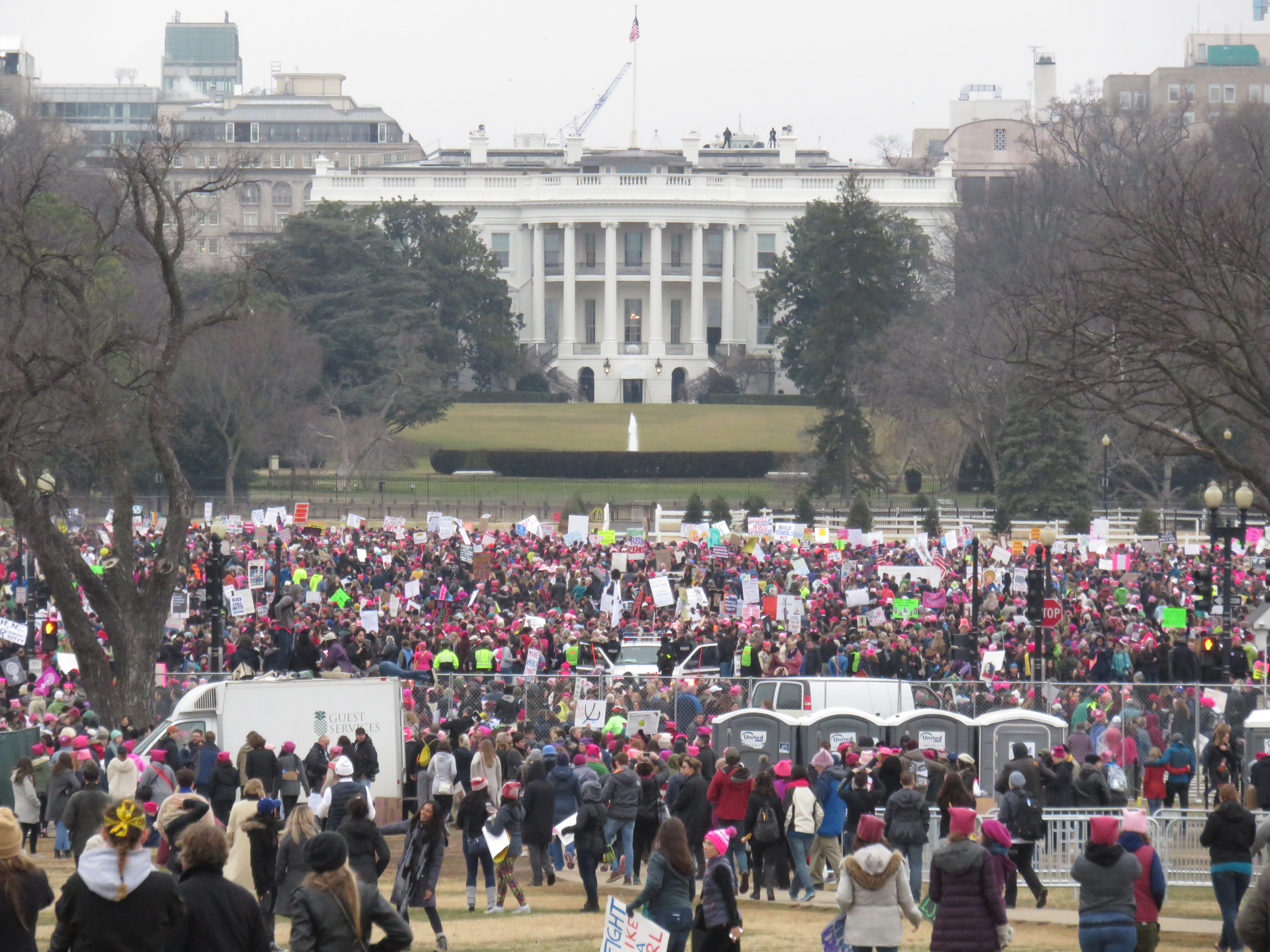
مسيرة النساء بالقرب من البيت الأبيض

عندما كان المنظمون يتوقعون في الأصل أكثر من 200,000 شخص، انتهت المسيرة بمشاركة ما بين 440,000 و 500,000 في واشنطن. كان نظام مترو واشنطن ثاني أكثر الأيام ازدحامًا من أي وقت مضى مع أكثر من مليون رحلة تم أخذها، وهي أكبر بكثير من فترة تنصيب باراك أوباما. ذكرت صحيفة نيويورك تايمز أن عُلماء الحشود يُقدرون مَسيرة النساء بأنَّها كانت أكبر بثلاثة أضعاف حفل ترامب الذي يقدّر بحوالي 160,000 شخص. ومع ذلك، فقد ذكرت صحيفة واشنطن بوست ونيويورك تايمز أنه من الصعب حساب حجم الحشود بدقة وتراوحت التقديرات الأخرى لتدشين ترامب من 250,000 إلى 600,000 شخص.
شارك ما يقدر بـ 3,300,000-4,600,000 شخص في الولايات المتحدة وحتى 5 ملايين في جميع أنحاء العالم.

### واشنطن

#### المتحدثون

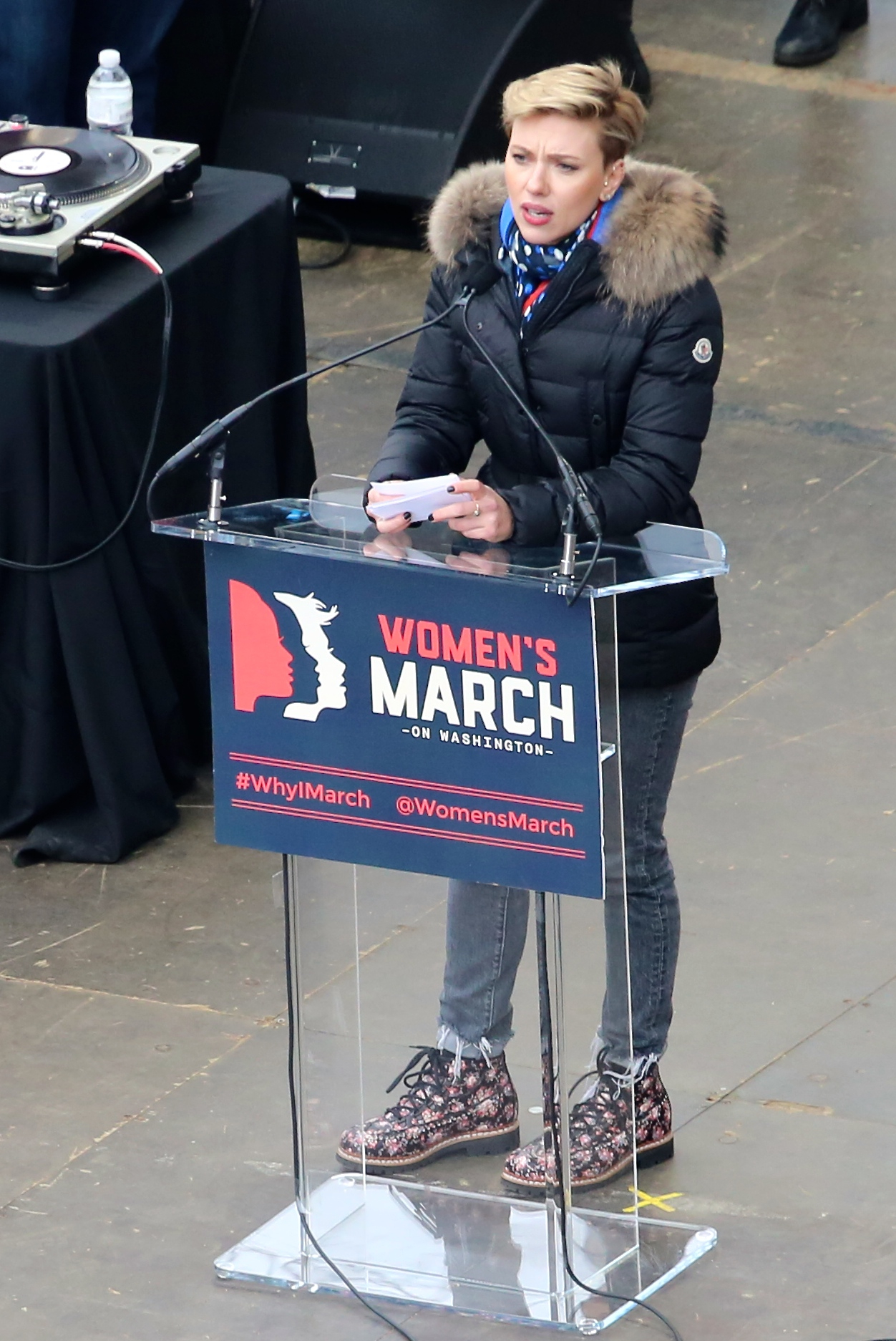
سكارليت جوهانسون في مسيرة النساء في واشنطن.

تضم القائمة الرَّسمية للمتحدثين غلوريا ستاينم، وأمريكا فيرارا، وسكارليت جوهانسون، والمتحدثون الآخرون هم: صوفي كروز، وأنجيلا ديفيس، ومايكل مور، وسيسيل ريتشارد، وإلياسه شاباز، وجانيت موك، ولا دونا هاريس، وجانيل موناي، ومحمد علي، وشارون بروس وأخته سيمون كامبل، وآشلي جود، وميليسا هاريس بيري، وراندي وينجارتن، وفان جونز، وكريستين رو-فينكباينر، وروسلين بروك، ومورييل بوزير، وتامي داكويرث، وكامالا هاريس، ودونا هايلتون، آي جين بو وراكيل ويليس.
علقت ستاينم «لا يبدأ دُستورنا بـأنا، الرئيس. بل يَبدأ بـنحن، الشعب. أنا فَخورة بكوني واحدة من آلاف الأشخاص الذين جاءوا إلى واشنطن ليوضحوا أننا سنواصل العمل من أجل ديمقراطية نربطها كبشر، لا مرتبة حسب العرق أو الجنس أو الطبقة أو أي علامة أخرى.»
صرحت فيريرا: «إذا كنا، ملايين الأمريكيين الذين يؤمنون بالآداب المشتركة، في الصالح العام والعدالة للجميع، إذا وقعنا في الفخ بفصل أنفسنا عن طريق قضايانا وبطاقاتنا، وسوف نضعف قتالنا لكننا إذا ما التزمنا بما يؤيدنا، ووقفنا سوية، فإننا سنحظى بفرصة إنقاذ روح بلادنا».
دعا يوهانسون إلى تغيير طويل المدى: «عندما بدأ ثقل الانتخابات يهدأ، تكون الفرصة قد قدمت نفسها لإجراء تغيير حقيقي طويل الأمد، ليس فقط للأمريكيين في المستقبل، ولكن في الطريقة التي ننظر بها إلى مسؤوليتنا للحصول على المشاركة مع مجتمعاتنا وإبقائها نشطة. لا تدع الوزن يسحبك لأسفل، ولكن ساعد في جعل كعبك عالقًا».
قالت أصغر مقدّمة في مسيرة واشنطن، صوفي كروز البالغة من العمر 6 سنوات: «دعونا نقاتل بالحب والإيمان والشجاعة حتى لا تُدمر عائلاتنا»، وأنهت كلامها قائلة: «أنا أيضًا أريد أن أخبر الأطفال أن لا يخافوا، لأننا لسنا وحدنا، لا يزال هناك الكثير من الناس الذين لديهم قلوب مليئة بالحب. لنكن يدًا واحدة ونقاتل من أجل الحقوق، الله معنا». وكررت صوفي كلمتها بالإسبانية أيضًا.
قدمت أليشيا كيز في المسيرة قائلة: «نحن أمهات، نحن مقدمو رعاية، نحن فنانون، نحن ناشطون، نحن رواد أعمال وأطباء وقادة الصناعة والتكنولوجيا. إمكاناتنا غير محدودة، نحن نرتفع.» وقالت أنجيلا ديفيس: «إننا نسلم بأننا عملاء للتاريخ وأنه لا يمكن حذف التاريخ مثل صفحات الويب.» كما تحدث محمد علي قائلًا: «لا تشعر بالإحباط أو التورط. لا تشتكي، بل نظم.»

### مواقع أخرى في الولايات المتحدة
وصل عدد المسيرات المخططة في جميع أنحاء الولايات المتحدة إلى 408 مَسيرة.

### دولي
في 21 يناير 2017، سارت مسيرة النساء في جميع أنحاء الولايات المتحدة، لكن ما لم يتوقعه الناس هو أنها كانت تقام في جميع أنحاء العالم. شارك أكثر من ستة ملايين امرأة وحلفاء في أكثر من 600 مدينة في كل قارة. اجتمع هؤلاء الأشخاص من خلفيات وثقافات متنوعة للقتال من أجل حقوق المرأة وحقوق الإنسان. لم يُعرف عن أي حركة على الإطلاق كانت بهذا التأثير على الكم الهائل من الناس. كان هناك دول مثل العراق شاركت في المسيرة. حيث التقى السكان المحليون وخاصة النساء في الميدان الرئيسي ودعوا إلى السلام وحقوق المرأة.
وصلت مسيرة النساء إلى جميع أنحاء العالم. عقدت في بلدان صغيرة مثل بلجيكا وكوستاريكا ولاتفيا. كما جرت الحركة في بلدان في أفريقيا. شاركت كينيا ونيجيريا وتنزانيا في الدعوة إلى أن تتمتع النساء بحقوق متساوية مثل الرجال، وعلى وجه التحديد طالبوا بوضع حد للعنف ضدّ المرأة. وهي القضية التي كانوا يواجهونها منذ فترة طويلة، والذي كان من المشجع أن نرى الدول تقف وتدعم الكفاح من أجل المساواة بين الجنسين، وحقوق الإنسان، وأي قضية يعتبرونها في حاجة إلى الاهتمام.
وقعت مسيرات في جميع أنحاء العالم في 84  من البلدان. حيث ذكر منظمو الحدث أن 673 مسيرة كانت في جميع أنحاء العالم، بما في ذلك 20 في المكسيك و29 في كندا. نظمت النساء في الهند أيضًا مسيرة على مستوى البلاد في 21 يناير 2017 بعنوان I Will Go Out للمطالبة بحقوق المرأة في الأماكن العامة الآمنة.

### مُشاركة من أشخاص معروفين

#### شخصيات سياسية

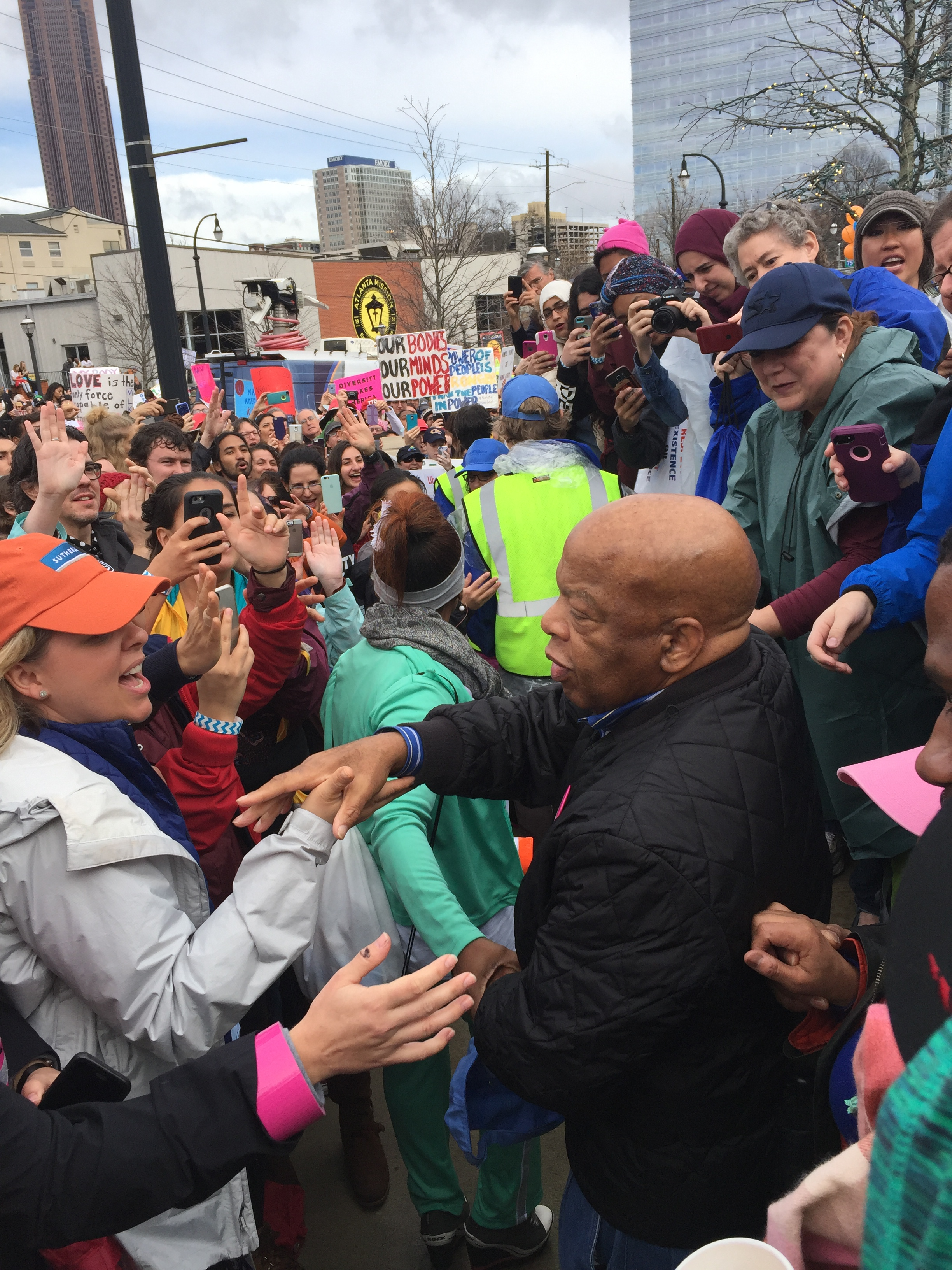
جون لويس في مسيرة أتلانتا للنساء

حضر السناتور الأمريكي كوري بوكر وزير الخارجية الأمريكي السابق جون كيري، والناشط الحقوقي جيسي جاكسون مسيرة واشنطن. وحضرت آن ماري سلوتر، رئيسة الولايات المتحدة الجديدة والمديرة السابقة لتخطيط السياسات في وزارة الخارجية الأمريكية، مسيرة مدينة نيويورك. حضر جون لويس مسيرة أتلانتا التي شهدت أكثر من 60,000 مسيرة إلى مبنى الكابيتول في ولاية جورجيا.
ألقى السيناتور بيرني ساندرز من ولاية فيرمونت خطابًا في المسيرة في مونبلييه أمام مقر ولاية فيرمونت، كما فعلت شخصيات سياسية أخرى في فيرمونت، مثل الحاكم السابق مادلين كونين والقاضي الحالي ديفيد زوكرمان.
انضمت جاكيندا أرديرن إلى المتظاهرين في أوكلاند، والتي تشغل حاليًا منصب رئيس وزراء نيوزيلندا.

#### مشاركة المشاهير الإضافية
من بين المشاهير الذين شاركوا في مَسيرات الولايات المتحدة أو حول العالم:
- آدم ديل[112]
- عايشة تايلور[113]
- أليك بالدوين[114]
- أمبير تامبلين[107]
- آيمي بولر[115]
- إيمي شومر[107]
- أريانا غراندي[107]
- باربرا سترايساند (لوس أنجلوس)[116]
- بليك ليفلي[117]
- تشارليز ثيرون[116]
- تشيلسي هاندلر[116]
- شير (مغنية)[116]
- كلوي غرايس موريتز[116]
- كريس أوداود[118]
- كريس روك[119]
- كريسي تيغن[107]
- كلارك غريغ[120]
- كوني بريتون[116]
- ديبرا ميسينغ[107]
- ديمي لوفاتو (لوس أنجلوس)[116]
- نك نميث[121]
- درو باريمور[122]
- إيما واتسون[118]
- إيفان رايتشل وود[115]
- فيليستي هوفمان[118]
- فران دريشر[107]
- جيليان أندرسون[118]
- جينا رودريجيز[118]
- هيلين هنت (لوس أنجلوس)[116]
- هيلين ميرين[107]
- إيان ماكيلين (لندن)[116]
- إيدينا مينزيل[122]
- جاكي كروز[107]
- جيك جيلنهال[118]
- جيمس فرانكو (لوس أنجلوس)[118]
- جيمي لي كرتيس (لوس أنجلوس)[116]
- جين فوندا (لوس أنجلوس)[123]
- جينا أوسكوفيتس[124]
- جينيفر فيني بويلان[125]
- جنيفر جراي[126]
- جيني سليت[107]
- جيسيكا شاستاين[116]
- جيسيكا وليامز[113]
- جيدينا[127]
- جون لجند[115]
- جوزيف غوردون-ليفيت[118]
- جوش غاد[107]
- جوشوا كوشنر[128]
- جوليا لوي دريفوس (لوس أنجلوس)[116]
- جوليا روبرتس[118]
- كيتي بيري[122]
- كشا (لوس أنجلوس)[116]
- كريستين ستيوارت[107]
- لانس باس[126]
- لورا ديرن[107]
- لورا بريبون[107]
- لينا دونهام[118]
- لين مانويل ميراندا (لندن)[118]
- لوبيتا نيونقو[129]
- ماكليمور[130]
- مادونا (مغنية)[115]
- ماغي جيلنهال[115]
- ماندي مور[118]
- ميليسا بينويست[107]
- مايلي سايرس (لوس أنجلوس)[131]
- ناتالي بورتمان (لوس أنجلوس)[116]
- نيك أوفرمان[118]
- أوليفيا وايلد[132]
- بادما لاكشمي[112]
- باتريشيا ريتشاردسون[127]
- رامي مالك (باريس، فرنسا)[133]
- ريانا[118] (نيويورك)
- روان بلانشرد (لوس أنجلوس)[116]
- سامانثا بي[115]
- سامانثا رونسون[107]
- سيث روغن[134]
- صوفيا بوش[135]
- ديفيد هاويل ايفانز (لوس أنجلوس)[116]
- فانيسا هادجنز (لوس أنجلوس)[116]
- ويلو سميث[135]
- زيندايا[114]

## المراسلة والصور المرئية

### مَشروع القبعات الوردية

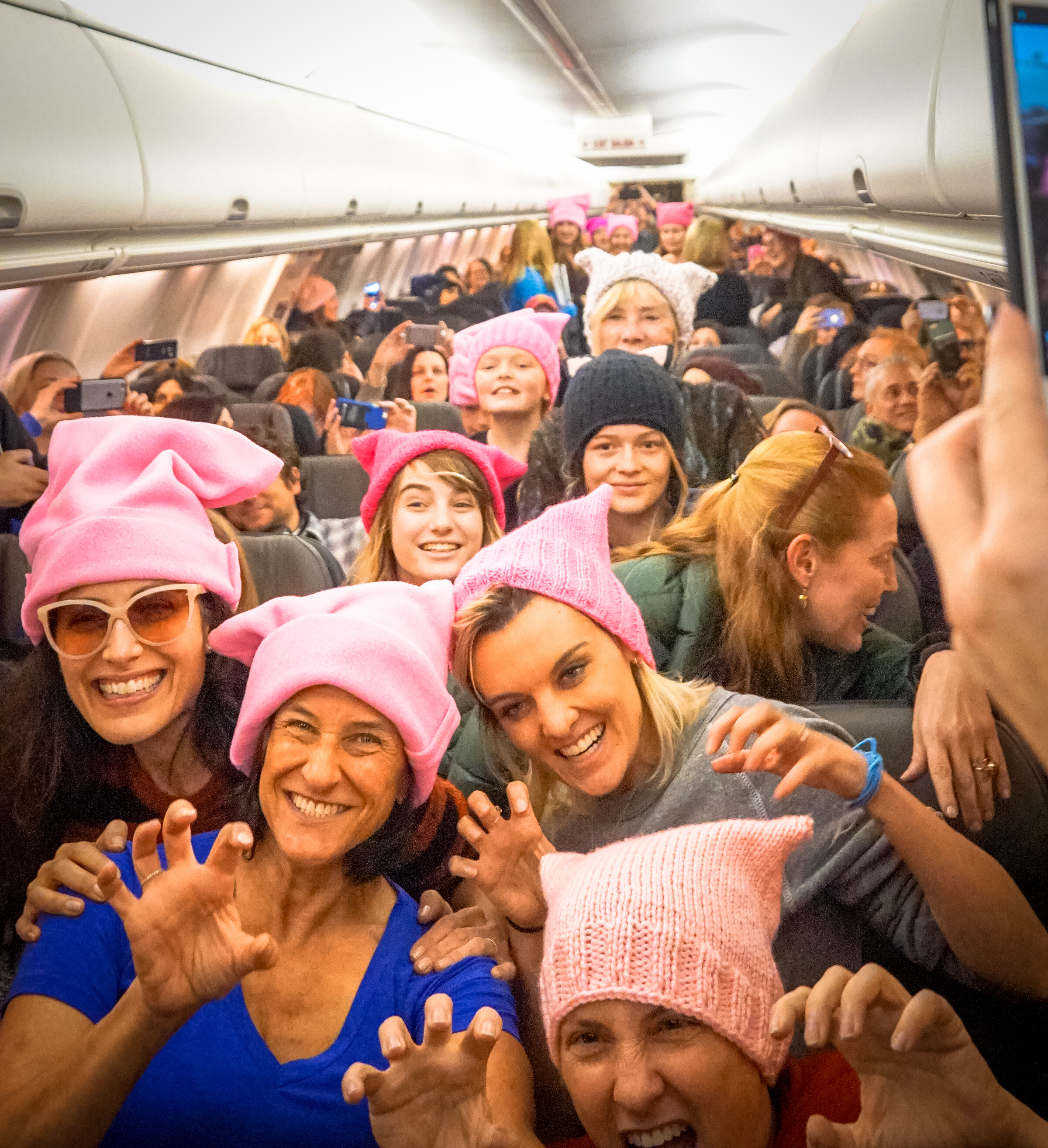
القبعات التي تم ارتدائها على متن طائرة متوجهة لواشنطن.

كان مشروع القبعات مجهودًا قوميًا أطلقته كريستا سوه وجانا زويمان، كاتبة السيناريو والمهندسة المعمارية الموجودة في لوس أنجلوس، لعمل قبعات وردية يمكن ارتداؤها في المسيرة للتأثير البصري. واستجابة لهذه الدعوة، بدأ الحرفيون في جميع أنحاء الولايات المتحدة في صناعة هذه القبعات باستخدام الأنماط المتوفرة على موقع المشروع لاستخدامها إما بطريقة الحياكة، أو الكروشيه، أو الخياطة. كان هدف المشروع هو الحصول على مَليون قبعة في مسيرة واشنطن. تصنع القبعات باستخدام خيوط أو أقمشة وردية وقد صممت في الأصل لتكون شكلًا من أشكال الاحتجاج على تنصيب ترامب من قبل كريستا سوه. أرادت كريستا سوه من لوس أنجلوس، ارتداء قبعة في المناخ الأكثر برودة في واشنطن، وجعلت لنفسها قبعة للاحتجاج، مستفيدة من الإمكانات: «يمكننا أن نرتديها جميعًا، ونصدر بيانًا موحدًا». صرحت جينا زويمان أحد مؤسسي المشروع بقولها: «بغض النظر عمن تكون أنت أو أين أنت، يمكنك أن تكون ناشطًا سياسياً». عملت كيستا وجانا مع كات كويل، صاحب متجر التريكو المحلي الذي يسمى "The Little Knittery"، من أجل التوصل إلى التصميم الأصلي. وأُطلق المشروع في نوفمبر 2016 وسرعان ما أصبح منتشرًا على وسائل التواصل الاجتماعي مع أكثر من 100,000 عملية تنزيل أنماط لعمل القبعات.
تم حياكة العديد من القبعات التي يرتديها المتظاهرون في واشنطن من قبل الحِرَفيين الذين لم يتمكنوا من الحضور. هذه القبعات احتوت بشكل اختياري على ملاحظات من الحرفيين إلى مرتدييها مُعبرين عن دعمهم لها. حيث تم توزيعها من قبل الحرفيين أنفسهم، عن طريق متاجر الغزل في نقاط المنشأ، والتي تم نقلها إلى الحدث من قبل المتظاهرين، وتم توزيعها أيضًا في الوجهة. تسبب إنتاج القبعات في نقص في الغزل الوردي في الولايات المتحدة. في يوم المسيرة، قارنت الإذاعة الوطنية العامة القبعات بقبعات «اجعل أمريكا عظيمة مرة أخرى» التي يرتديها أنصار ترامب، وانشهرت القبعات بعد ذلك على منصة عرض الأزياء.

### لافتات
في ريتشموند، شارَك الحاضِرون في مسيرة واشنطن في سلسلة من ورشات عمل فن النشطاء في ستوديو -تو ثري-، وهو أستوديو خاص بطباعة الفنانين.
في لوس أنجلوس، كان الممثل الصوتي أمير تالاي يحمل اللافتة سأراكم سيدات جميلات في #blacklivesmatter التالية لليمين للتعبير عن الإحباط بسبب عدم مشاركة الأمريكيين البيض في حركة السود، وفي نفس الوقت يعملون على تشجيعهم للقيام بذلك. وبعدها انتشرت صورة أمير تالاي مع اللافتة على الإنترنت.

## رد فعل

### أكاديميون
تهدف المسيرة بشكل رئيسي إلى إنشاء حركة اجتماعية، حيث علقت مارسيا شاتيلان من مركز العدالة الاجتماعية في جامعة جورجتاون بأن نجاحها سيعتمد على قدرة المتظاهرين على الحفاظ على الزخم في الأسابيع التالية. أحد أهداف أي نوع من المسيرات أو أي نوع من العلامات البارزة للتضامن هو الحصول على الإلهام، لإلهام الناس لفعل المزيد. والسؤال في المسيرة هو أي نوع من الحركات التنظيمية ستكون موجودة أيضًا. وعلق المؤرخ مايكل كازين أيضًا على أهمية إستراتيجية طويلة المدى: «جميع الحركات الناجحة في التاريخ الأمريكي، إذا كنت تقوم فقط بالاحتجاج وتوقفت هناك، فلن تحصل على أي شيء».
في أعقاب الاحتجاج، سعى القائمون في جميع أنحاء العالم إلى جمع العلامات والتحف الثقافية الأخرى للمسيرات.

### وسائل الإعلام
تم تغطية مسيرة النساء العديد من المنصات الإخبارية. منها الصحف والتلفاز ومحطات الراديو التي تتحدث عن هذه الحركة الضخمة والتي تجري في جميع أنحاء العالم.
في 4 يناير 2017، وصفت الكاتبة شيخة دالميا الاحتجاج بأنه تمرين جيد في البحث عن قضية.
سأل مجلس تحرير صحيفة نيويورك بوست عما إذا كان الحدث ملعونًا، وكتب النساء الثلاث البيض اللواتي فكرن في الفكرة شعرن بالاضطرار لتغيير هذا اللقب بعد أن واجهن العديد من الاتهامات بالاستيلاء الثقافي.
أشارت مجلة الولايات المتحدة إلى مشاركة وسائل الإعلام الاجتماعية وChange.org التي تنتقد المسيرة لأنها تركت اسم هيلاري كلينتون في قائمة من 27 من المكرمين الذين مهدوا الطريق للمساواة في الحقوق.
تم انتقاد قرار المنظمين بجعل أنجيلا ديفيس متحدثًا مميزًا من اليمين بواسطة هومبيرتو فونتوفا وناشونال ريفيو. كتبت الصحفية التحريرية كاثي يونغ «السجل الطويل في دعم العنف السياسي في الولايات المتحدة وأسوأ من منتهكي حقوق الإنسان في الخارج».
ناقشت صحيفة واشنطن بوست كيف أن «المسيرات الشقيقة كانت تحدث في أكثر من 70 دولة منتشرة عبر القارات - بما في ذلك القارة القطبية الجنوبية». لم يعتقد أحد على الإطلاق أن هذه الحركة ستنطلق هكذا، ولكن في اليوم التالي للانتخابات الأمريكية، وقد تم التخطيط لخطة واشنطن. في غضون ساعات، بدأ المنظمون في إرسال الطلبات من أشخاص في بلدان أخرى. ومن الجنون التفكير في أن ملايين الأشخاص من بلدان أخرى وليس من الولايات المتحدة فقط، شعروا بقوة كافية لشق الشوارع في منتصف يناير للاحتجاج على تنصيبهم من الرئيس دونالد ترامب. لكن عندما نظرنا إلى المتظاهرين وعلاماتهم والهتافات التي كانوا يصرخون بها، كان من الواضح أنهم كانوا يحتجون على ما كان يقف وراء هذا الرجل وكانوا يناضلون من أجل التغيير الذي يريدون رؤيته في العالم.
وذكرت هيئة الإذاعة البريطانية (BBC) أن عدد المتظاهرين الذين خرجوا إلى الشوارع غاضبون من نتيجة الانتخابات الأمريكية الأخيرة. ذكروا كيف أن الكراهية والتمييز العنصري والسياسات المسبقة لم تكن مجرد قضية أمريكية، إنها مشاكل عالمية وشاهد الناس في جميع أنحاء العالم ما حدث في الولايات المتحدة وربطوها بما كان يحدث في بلادهم، أو ما يمكن أن يحدث يحدث، لذا قرروا القيام بشيء حيال ذلك.
كانت قناة فوكس نيوز مصدر إخباري معروف بكونه محافظ، وبمثابة منصة إخبارية متحدثة عن مسيرة المرأة. لاحظوا كيف أن هذه المسيرة توضح النسوة ولن تسمح لأجندة دونالد ترامب بالذهاب دون تحدي خلال السنوات الأربع القادمة. تضاعف عدد الإقبال التقديري للمسيرة في واشنطن، حيث غمر المحتجون الشوارع الفرعية والشوارع المتجهة نحو المسيرة.

### سياسة
أعلن العديد من أعضاء مجلس النواب الأمريكي أنهم لن يحضروا حفل تنصيب ترامب، مع تزايد أعدادهم وبعد أن أدلى بتصريحات تحط من شأن عضو مجلس النواب المخضرم وزعيم الحقوق المدنية جون لويس، قال بعضهم أنهم سيحضرون مسيرة النساء.
وقالت ممثلة ولاية مين تشيلي بينغري، إنها بدلًا من ذلك ستزور مركزًا لتنظيم الأسرة ومركزًا تجاريًا مملوكًا للمهاجرين في يوم التنصيب قبل الذهاب إلى واشنطن للظهور على المسرح مع آخرين قد رفضوا الحضور. قالت معقبة «نحن بحاجة إلى بذل كل ما في وسعنا لإعلام الإدارة الجديدة بأننا لسنا سعداء بجدول أعمالهم. لقد تلقيت أرقامًا غير مسبوقة من الناخبين تدعوني إلى القلق بشأن الرعاية الصحية والبيئة والتعليم العام، والذين يشعرون بعدم الاحترام».
في 22 يناير 2017، كتب ترامب على حسابه الشخصي على تويتر: «شاهدت الاحتجاجات أمس ولكن كان هناك انطباع بأننا قد أجرينا انتخابات! لماذا لم يصوت هؤلاء الناس؟ إن المشاهير يلحقون الضرر بشكل سيء». بعد ساعتين، أرسل تغريدة أكثر توترًا: «الاحتجاجات السلمية هي السمة المميزة لديمقراطيتنا. حتى لو لم أتفق دائمًا، أعترف بحقوق الناس للتعبير عن آرائهم». وانتقد مسؤول في مجلس النواب في مارس لعدم ترحيب المعارضين لحقوق الإجهاض، ثم انتقد تعليق مادونا أنها «فكرت كثيرًا عن تفجير البيت الأبيض».
حضر السناتور بيرني ساندرز المسيرة في مونبلييه/فيرمونت، قال أن ترامب يجب أن يستمع للمتظاهرين: «يستمع إلى احتياجات النساء. يستمع إلى احتياجات مجتمع المهاجرين. يستمع إلى احتياجات العمال. الاستماع إلى ما يحدث فيما يتعلق بتغير المناخ. دعونا نعمل معًا لمحاولة إنقاذ هذا الكوكب وحماية الطبقة الوسطى». عرضت هيلاري كلينتون مرشحة الرئاسية الديمقراطية لعام 2016، دعمها على تويتر ووصفت المسيرة بالمذهلة، وذكرت: «آمل أنها جلبت الفرح للآخرين كما فعلت بي».
بعد تغريدة أثارت استياء المشرعين الآخرين والجمهور، استقال بيل كينتنر من منصبه كسيناتور ولاية نبراسكا.
سَخِر جون كارمن المسؤول الجمهوري في ساوث جيرزي من مسيرة النساء، متسائلًا عما إذا كان الاحتجاج «سينتهي في الوقت المناسب لطهي العشاء». وخسر الانتخابات المقبلة في 7 نوفمبر 2017 ضد الوافد السياسي الجديد آشلي بينيت.

### مشاهير
إلى جانب المشاهير الحاضرين في المسيرة، أدلى آخرون مثل بيونسيه نولز، وبروس سبرينغستين بتصريحات تدعمها. كان بروس من مؤيدي هيلاري كلينتون وكان صديقا لباراك أوباما، ألقى خطابا خلال حفل موسيقي في أستراليا، قائلا: «إن فرقة E Street مسرورة لوجودي هنا في أستراليا الغربية. لكننا بعيدون عن الوطن، وقلوبنا وأرواحنا مع مئات الآلاف من النساء والرجال الذين ساروا بالأمس في كل مدينة في الولايات المتحدة وفي ملبورن، الذين احتشدوا ضد الكراهية والانقسام ودعم التأييد والشمول والحقوق الإنجابية والحقوق المدنية والعدالة العرقية وحقوق المثليين جنسيًّا، البيئة، المساواة في الأجور، المساواة بين الجنسين، الرعاية الصحية وحقوق المهاجرين. نحن نقف معك، نحن المقاومة الأمريكية الجديدة».
علقت سيندي لوبر على خطاب مادونا المثير للجدل في مسيرة واشنطن قائلة: «الغضب ليس أفضل من الوضوح والإنسانية. هذا ما يفتح عقول الناس. عندما تريد تغيير عقل الناس، عليك مشاركة قصتك الحقيقية».
وصف جون فويت المسيرة بـالمدمرة وقال إنها ضد الرئيس وضد الحكومة. انتقد بشكل خاص شيا لابوف قائلًا: «إن لديهم الكثير من الأتباع» وشعروا بأن مواقفهم كانت خيانة تربوية.
وصرح بيرس مورغان أحد أصدقاء ترامب بأن المسيرة كانت ردة فعل من قبل النساء بأن الرجل فاز وأنها في جوهرها، كانت عن كره ترامب والاستياء الذي فاز به وخسارة هيلاري. كما شعر أنه من الديمقراطية الاحتجاج، ولكن ليس بسبب نتيجة الانتخابات الديمقراطية. بل ردًا على تعليقات بيرس مورغان حول المسيرة، ألغى إيوان مكريغور ظهوره في برنامج صباح الخير في بريطانيا والذي كان يستضيف بيرس مورغان.

## توابع
قام منظمو مسيرة النساء في واشنطن عقب المسيرة بنشر حملة تحت عنوان 10 إجراءات لأول 100 يوم للحفاظ على زخم المسيرة. تضمن أولى هذه الإجراءات الاتصال بأعضاء مجلس الشيوخ، مع خيار استخدام مراسلتهم بالبطاقات البريدية "Hear Our Voice". واعتمدت الفكرة على طرح إجراء جديد كل 10 أيام.
شكل قادة مسيرات النساء اللامركزية منظمة جديدة في شهر أكتوبر من عام 2017، على مستوى جميع أنحاء البلاد، March On، وأطلقوا Super PAC يدعى March On's Fight Back PAC. بقيادة فانيسا روبيل، وهي أحد المؤسسين وكبار القائمين على مسيرة النساء في واشنطن، أعلنت (March On) عن هدف إحداث تغيير سياسي من خلال حملة "March On the Polls"، بما في ذلك مسير الناس إلى أكشاك الاقتراع للتصويت في انتخابات شهر نوفمبر عام 2018. يهدف برنامج March On إلى تنسيق الإجراءات على المستوى الفيدرالي والولائي والمحلي.
دعا المخرج الليبرالي مايكل مور لـ100 يوم من المقاومة، خلال أول 100 يوم من رئاسة ترامب.
في يوليو 2017، احتفلت الصحيفة الرسمية لتويتر بعيد ميلاد أساتا شاكور، وهو ثوري من أصل إفريقي أدين بالقتل، مما أدى إلى انتقادات من وسائل الإعلام المحافظة. في 1 أغسطس 2017، انتقد باري وايس ثلاثة رؤساء مشاركين لارتباطهم مع لويس في رسالة الرد، رفض الرئيس المشارك بوب بلاند المنتقدين باعتبارهم «مدافعين عن الوضع الراهن والأيديولوجية العنصرية والبطريركية القومية البيضاء».
كانت مسيرة النساء حركة مؤثرة وملهمة حقًا، حيث أثرت بالملايين في جميع أنحاء العالم. إلى جانب ذلك، بدا أن مسيرة النساء بدأت بتأثير الدومينو حيث بدأت آلاف النساء يتحدثن بعد إسكاتهن لفترة طويلة، وبدأت العديد من النساء الحركات التمكينية الأخرى في التقدم. فقد انطلقت حركات مثل تايم أب ومي تو، تقدم دعم للنساء مع من تعرضن للاعتداء الجنسي، ويطالب الآلاف بالتغيير والإجراء الذي يجب اتخاذه ضد الاعتداء الجنسي. بالإضافة إلى ذلك، بعد انتخابات عام 2016، كان هناك دفعة لتشمل النساء في السياسة، وفي عام 2017 ظهر ذلك. بدأت النساء في الترشح للعديد من المناصب في الحكومة والحكومة المحلية. وكان موضوع حقوق المرأة والمساواة والاعتداء الجنسي من القضايا المطروحة على الدوام. كانت النساء يقفن راغبات في أن يُسمع صوتهن فوق جميع الأصوات الأخرى التي تحاول إسكاتهن، ويأخذن السلطة في أيديهن ويرغبن في خلق عالم أفضل.
في 21 يناير 2018، عُقدت مسيرة ثانية للنساء، جرت في مدن حول العالم.

## مواقع
منذ 21 يناير 2017، جرت مسيرات النساء 2017 في العديد من مدن العالم.

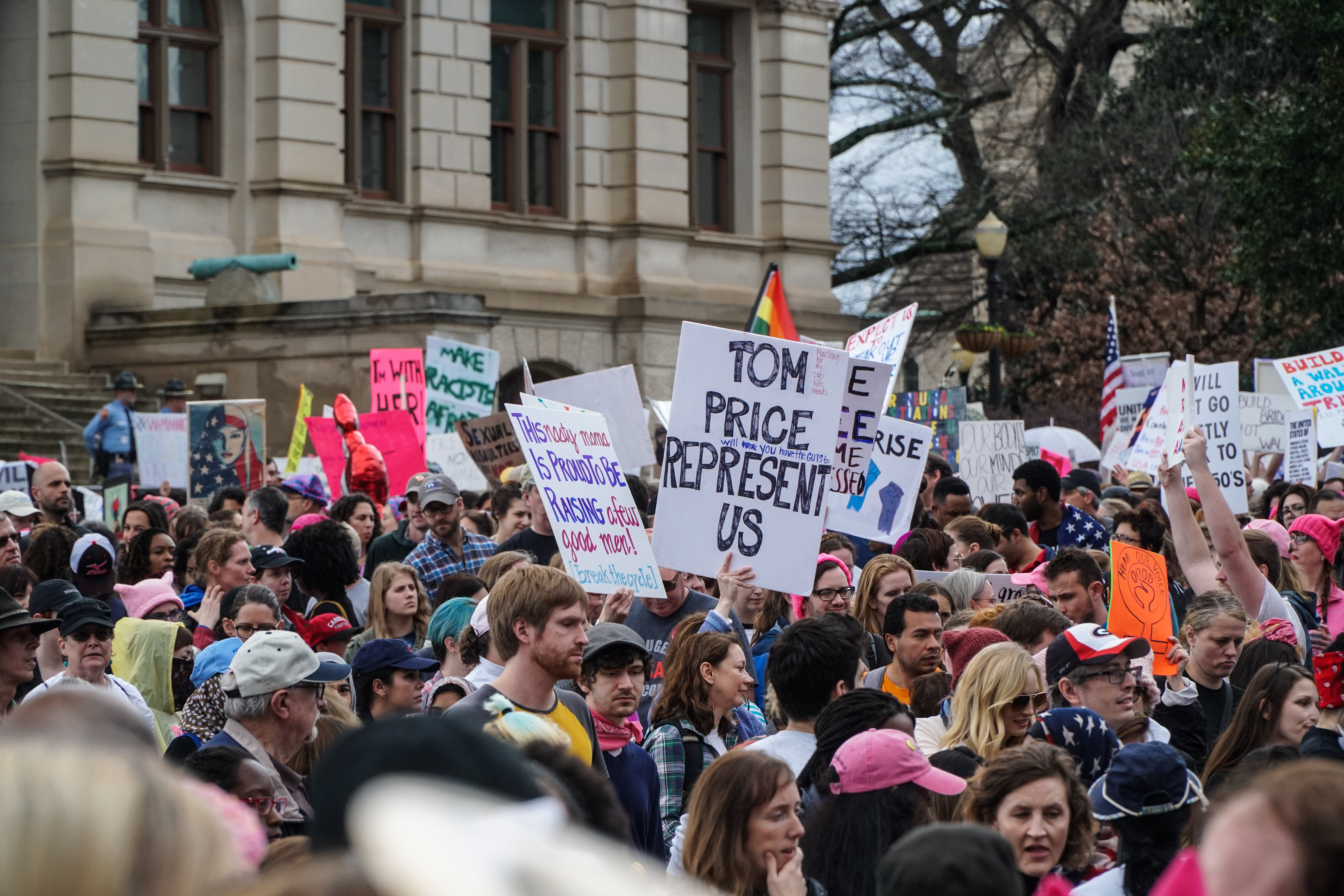
أتلانتا (جورجيا)
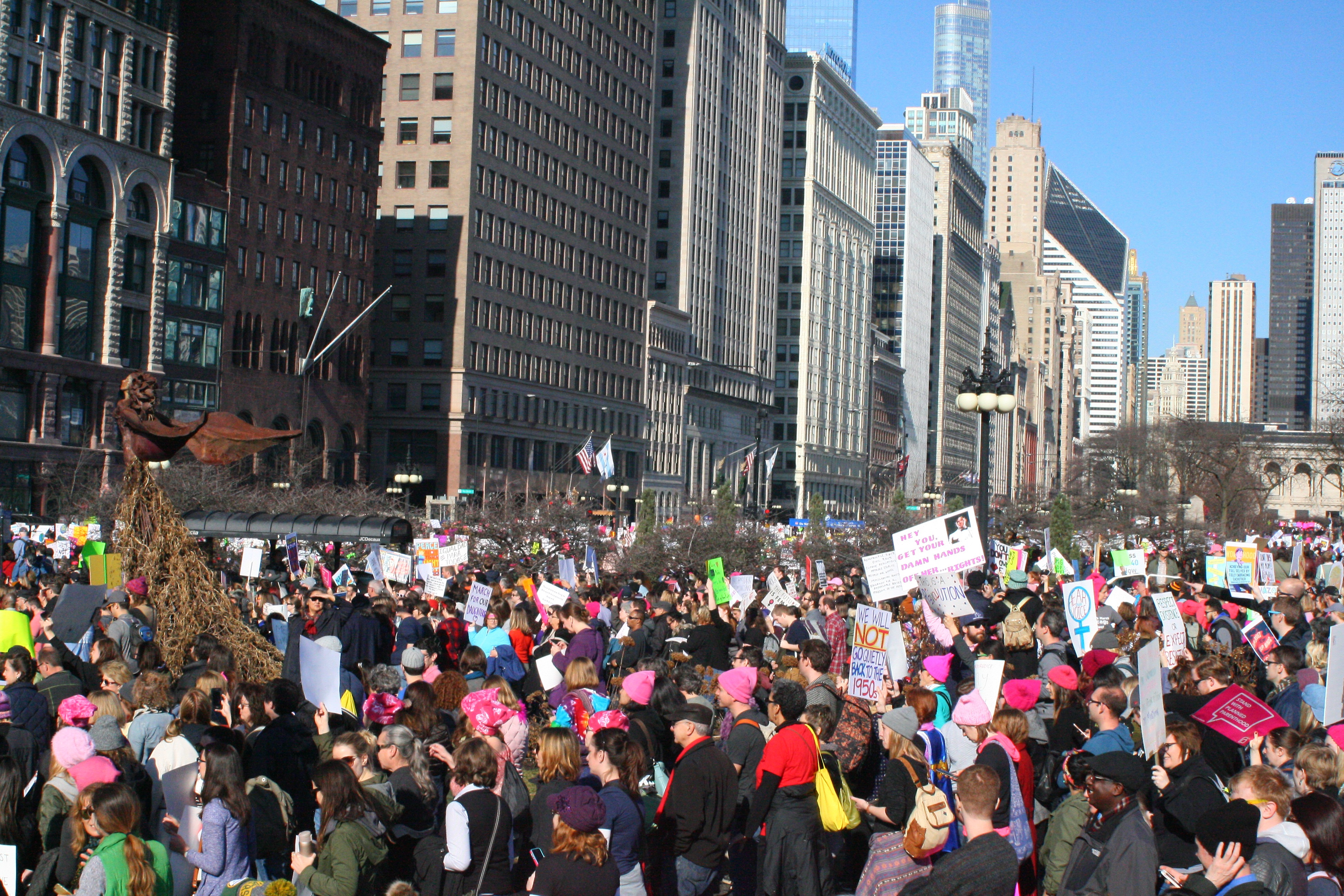
شيكاغو
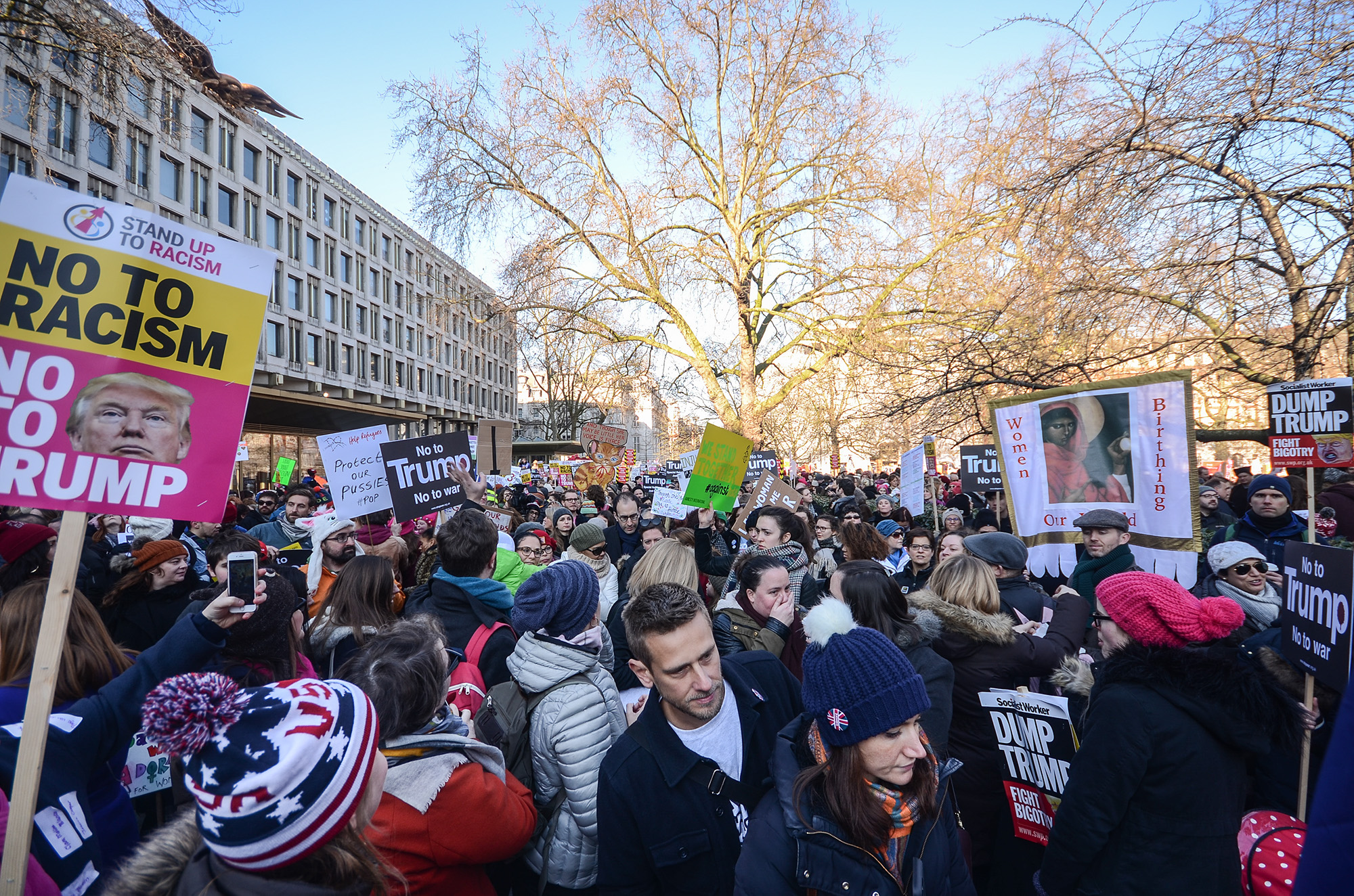
لندن
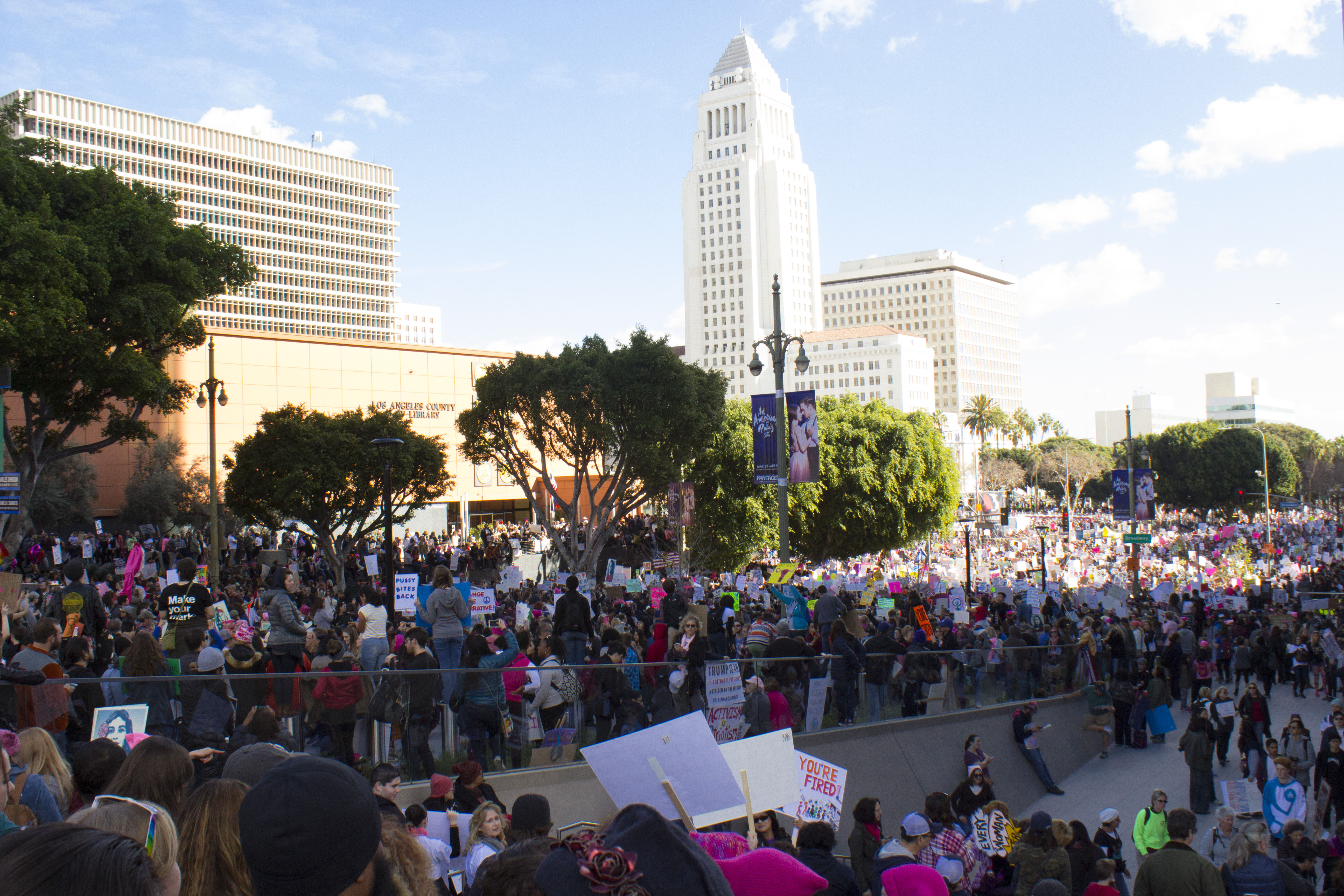
لوس أنجلوس
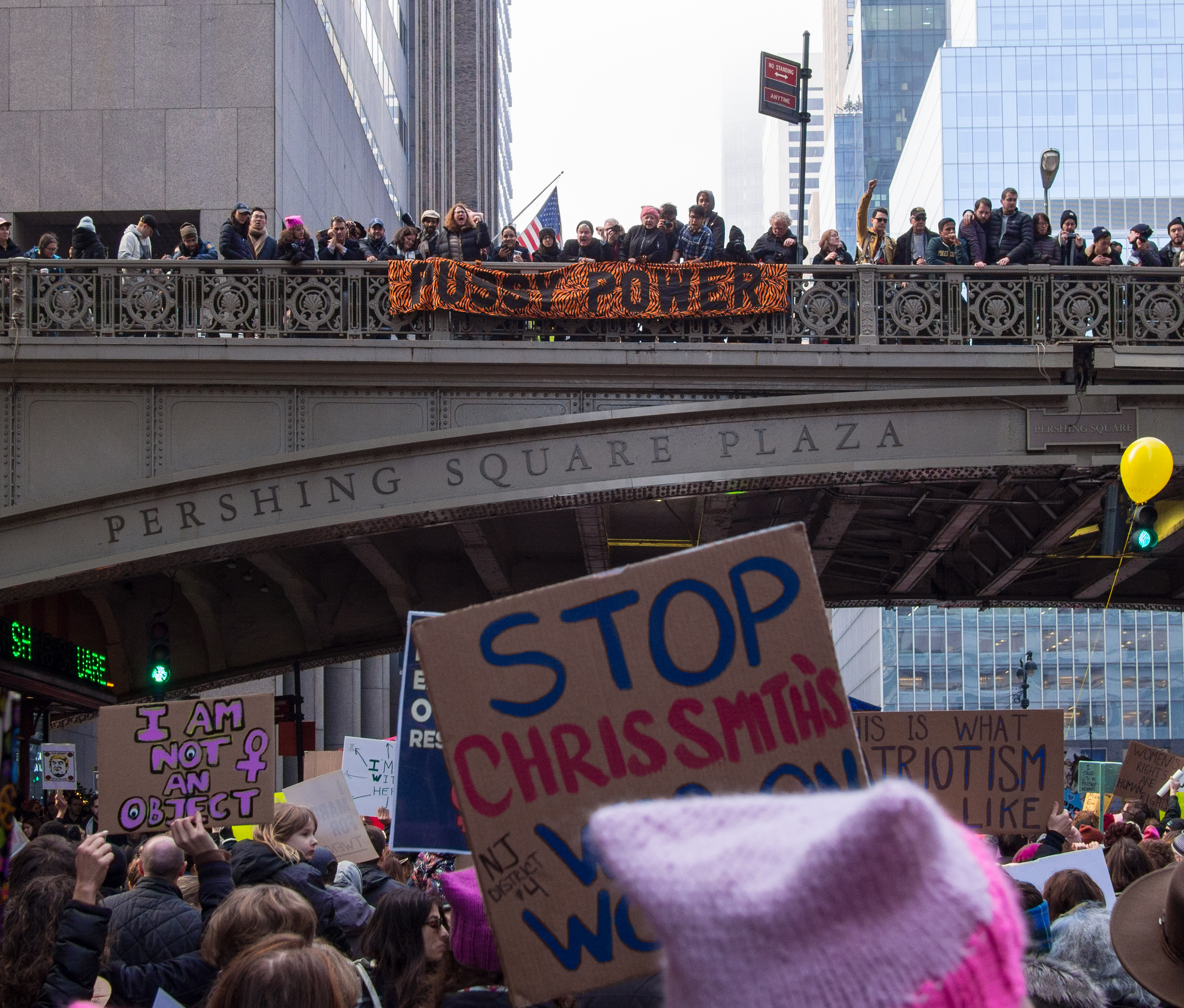
نيويورك
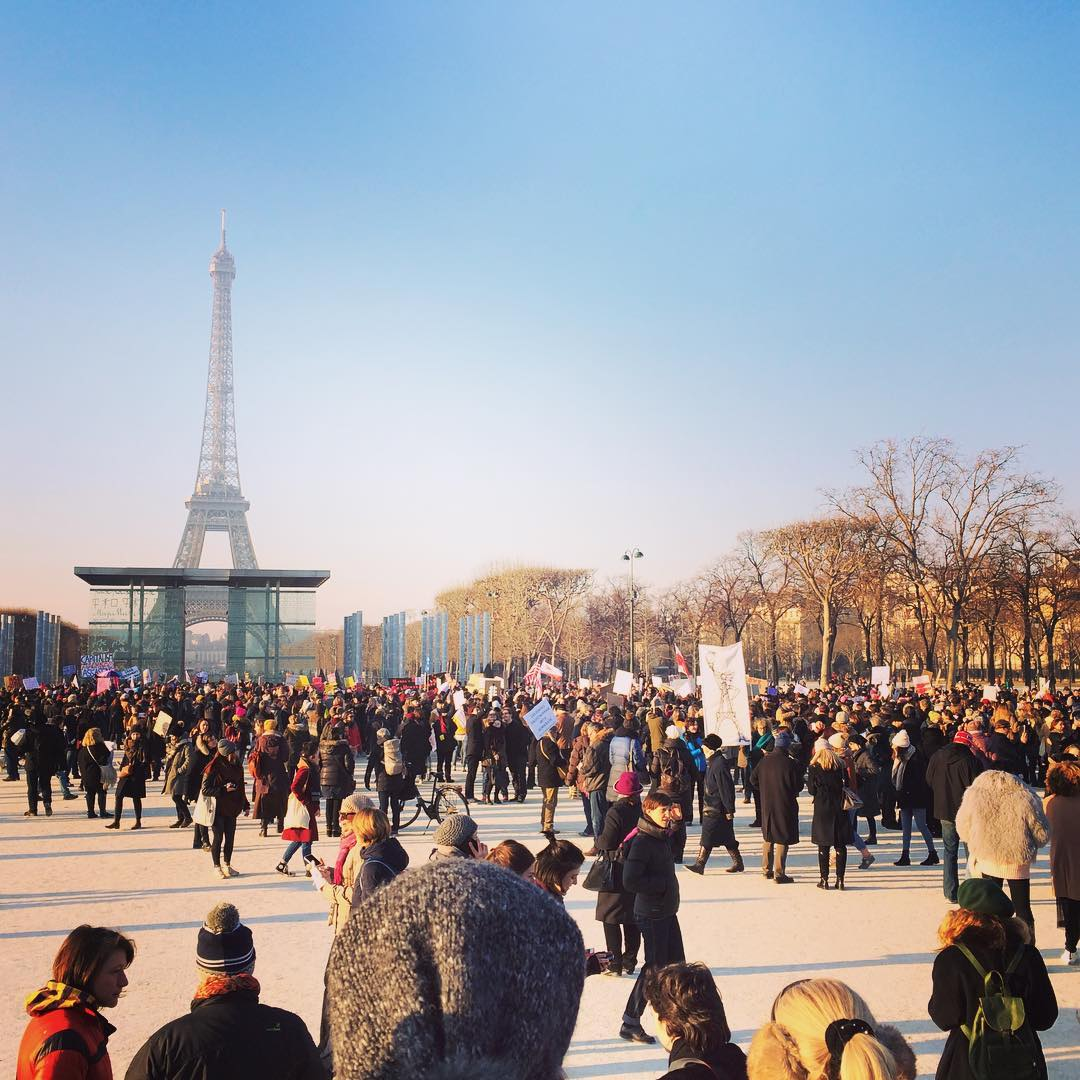
باريس
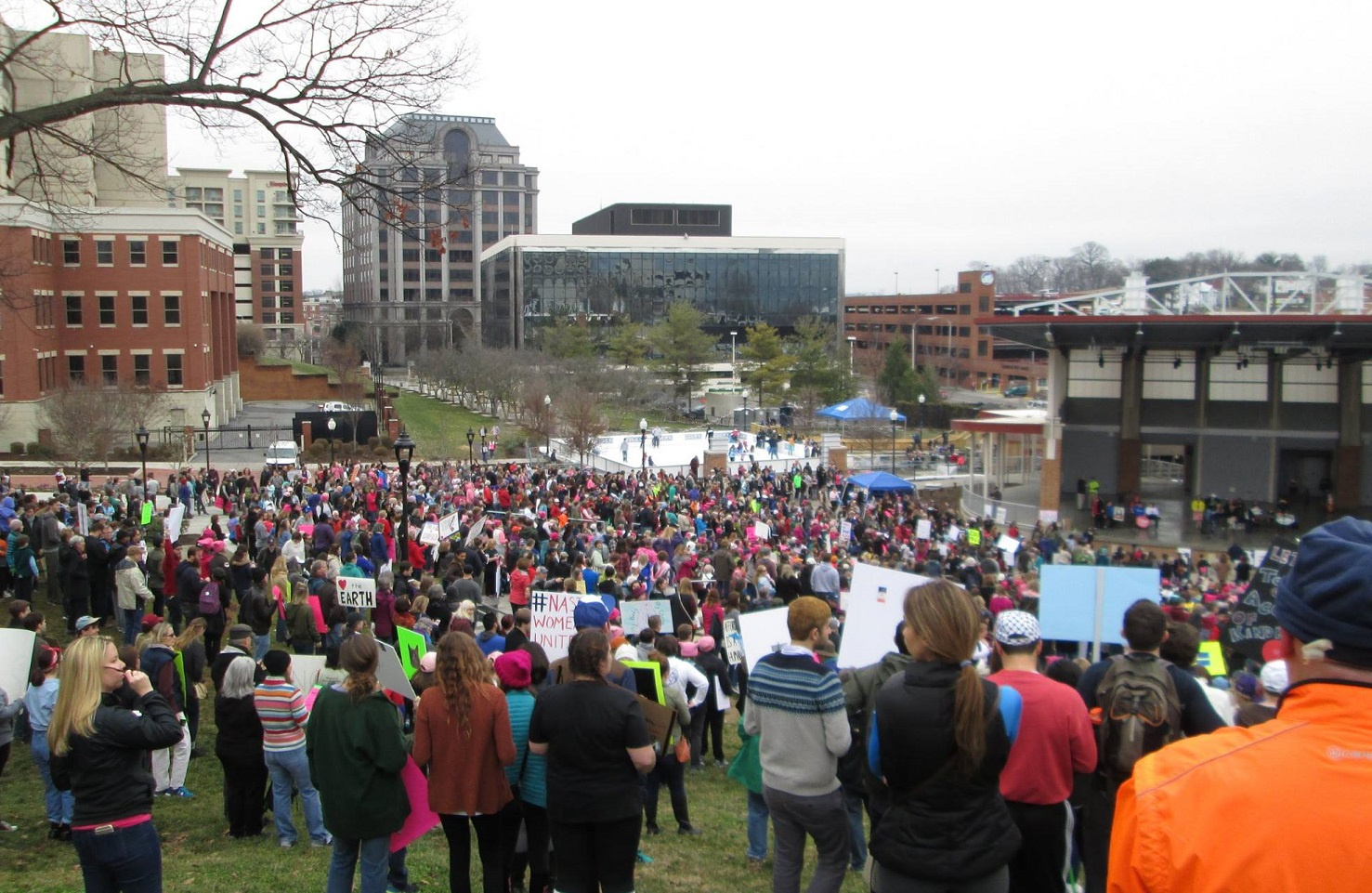
روانوك
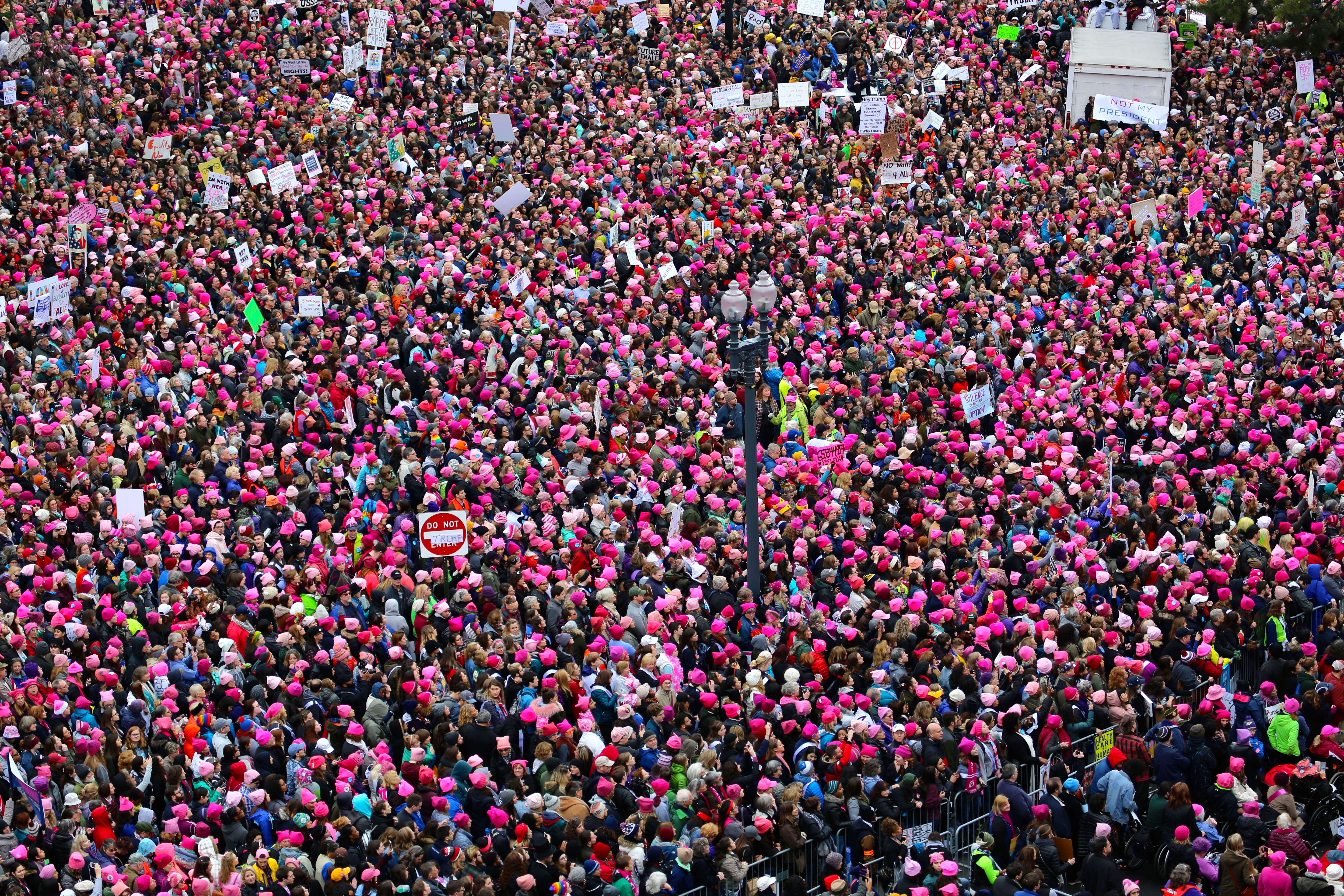
واشنطن العاصمة

## قراءات إضافية
- Wolf، Z. Byron (21 يناير 2017). "Comparing Trump's inauguration crowd to the Women's March". CNN. مؤرشف من الأصل في 2019-10-29. اطلع عليه بتاريخ 2017-01-22.
- Bosman، Julie (21 يناير 2017). "In a Rust Belt Town, the Women's March Draws Shrugs and Cheers From Afar". نيويورك تايمز. مؤرشف من الأصل في 2019-10-29. اطلع عليه بتاريخ 2017-01-22.

## وصلات خارجية
لم يتم العثور على روابط لمواقع التواصل الاجتماعي.